# Шнайдер, Вернер (каллиграф)
Вернер Шнайдер (нем. Werner Schneider; * 7 апреля 1935, Марбург; † 12 января 2022, Фойдинген, Бад-Ласфе) — немецкий дизайнер, производитель шрифтов, каллиграф и преподаватель университета.

## Биография и труды
Вернер Шнайдер учился с 1954 по 1958 год в Верккунстшулле Висбадена (Werkkunstschule Wiesbaden) у Винсента Вебера (живопись) и Фридриха Поппля (графика). После окончания учёбы он был ассистентом Фридриха Поппля. Став затем его преемником, Шнайдер преподавал шрифт и типографику в Верккунстшулле Висдабена на протяжении почти сорока лет.
Шрифты, разработанные Вернером Шнайдером, включают Schneider Antiqua (1987) и Schneider Libretto (1995), оба для производителя шрифтов H. Berthold AG; шрифт без засечек Vialog (совместно с Хельмутом Нессом, 2002), шрифт Sunetta (2005) и гарнитура Satero (2007), все три гарнитуры для линотипа.
Помимо дизайна шрифтов, Шнайдер разрабатывал визуальные образы, логотипы и обложки книг. За свою работу он получил несколько наград от Клуба директоров по шрифтам Нью-Йорка (TDC).
Вернер Шнайдер жил и работал в посёлке Фойдинген (город Бад-Ласфе). В 2000 году он передал свое художественное наследие в Архивный фонд Академии художеств в Берлине.